# Luis Roberto Alves
Pour les articles homonymes, voir Zague.
Alves dos Santos Gavranić est un nom portugais ; le premier nom de famille (d'usage facultatif) est Alves dos Santos et le second est Gavranić.
Luis Roberto Alves dos Santos Gavranić (surnommé Zague ou Zaguinho), né le 23 mai 1967 à Mexico, est un footballeur mexicain d'origine brésilienne. 

## Biographie
Son père, José Alves dos Santos, déjà surnommé Zague, fut international brésilien à la fin des années 1950, aux côtés du jeune Pelé. Attaquant virevoltant, il signa en 1961 à l'América, club le plus puissant et le plus populaire de Mexico. 
C'est donc au Mexique que voit le jour Luis Roberto. Il y reste jusqu'à ses 4 ans avant de retourner au Brésil. À l'âge de 18 ans, il fait le chemin inverse et l'America l'accueille les bras grands ouverts, en souvenir du passé prestigieux de son père. 

### Carrière
Dès lors, cet attaquant de haute stature (1,93m) devient une vedette à part entière du football mexicain et inscrit 182 buts en moins de 400 matches pour l'América. En effet, aux côtés de Ignacio Ambriz, Jorge Campos ou encore Alberto Garcia Aspe, il fait ses premiers pas en sélection sous la conduite de César Luis Menotti puis de Miguel Mejia Baron. Il est titulaire à la pointe de l'attaque du Mexique lors de la coupe du monde 1994. Son bilan en sélection du Mexique est également brillant (30 buts en 84 matches) pour un ailier gauche considéré avant tout comme un passeur.

## Clubs
- 1985-1996 :  América
- 1996-1997 :  Atlante
- 1997-1998 :  América
- 2000-2003 :  Necaxa

## Équipe nationale
- 84 sélections et 30 buts en équipe du Mexique entre 1988 et 2002